# Goundampalayam
Goundampalayam è una suddivisione dell'India, classificata come town panchayat, di 46.984 abitanti, situata nel distretto di Coimbatore, nello stato federato del Tamil Nadu. In base al numero di abitanti la città rientra nella classe II (da 50.000 a 99.999 persone).

## Geografia fisica
La città è situata a 11° 03' 11 N e 76° 55' 30 E.

## Società

### Evoluzione demografica
Al censimento del 2001 la popolazione di Goundampalayam assommava a 46.984 persone, delle quali 23.877 maschi e 23.107 femmine. I bambini di età inferiore o uguale ai sei anni assommavano a 5.037, dei quali 2.526 maschi e 2.511 femmine. Infine, coloro che erano in grado di saper almeno leggere e scrivere erano 35.871, dei quali 19.280 maschi e 16.591 femmine.